# Krzysztof Sikora
Krzysztof Ryszard Sikora (Chełm; 16 de Maio de 1959 — ) é um político da Polónia. Ele foi eleito para a Sejm em 25 de Setembro de 2005 com 5695 votos em 20 no distrito de Warsaw, candidato pelas listas do partido Samoobrona Rzeczpospolitej Polskiej.